# Шварцман, Моисей Фроимович
Моисей Фроимович Шварцман (1911—1944) — участник Великой Отечественной войны, заместитель командира батальона по политчасти 1124-го стрелкового полка 334-й стрелковой дивизии 43-й армии 1-го Прибалтийского фронта, Герой Советского Союза, майор.

## Биография

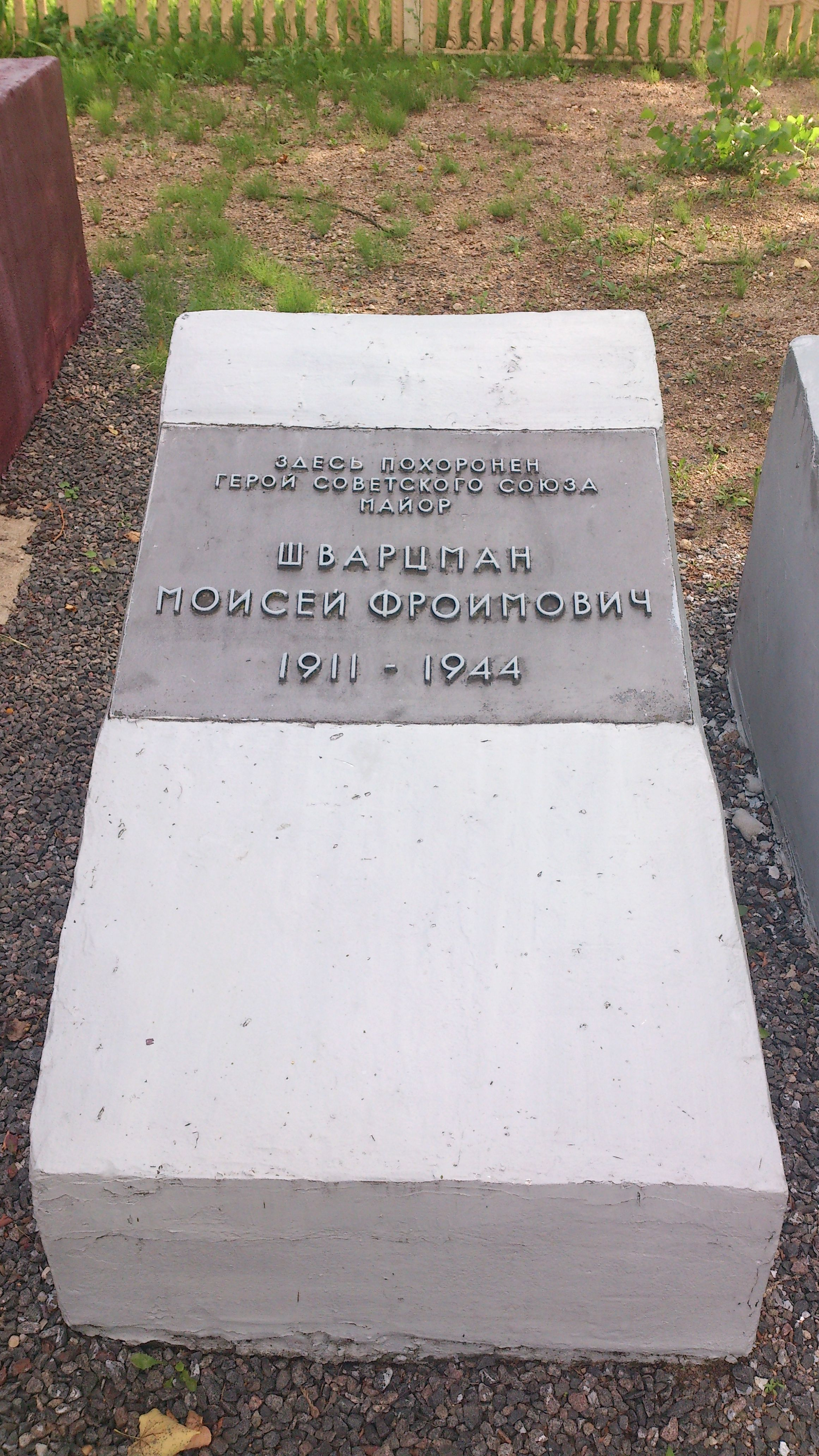
Надмогильная плита Шварцману М. Ф. на братской могиле в Бешенковичах

Родился 3 ноября 1911 года в селе Курныки ныне Тывровского района Винницкой области в семье крестьянина. Еврей. Член КПСС с 1939 года.
Окончил Винницкий педагогический институт в 1936 году. Работал учителем, заведующим районо, заведующим партийным кабинетом Тывровского райкома партии. В Красной Армии с 1941 года.
В действующей армии с июля 1941. Заместитель командира батальона по политической части 1124-го стрелкового полка (334-я стрелковая дивизия, 43-я армия, 1-й Прибалтийский фронт). При прорыве сильно укреплённой линии обороны противника у деревни Козоногово (Шумилинский район) 23 июня 1944 года в числе первых с ротой ворвался во вражеские траншеи. 25 июня 1944 года организовал форсирование реки Западная Двина у деревни Гринёво (Шумилинский район) и захват плацдарма. В этом бою майор Шварцман погиб. 
Звание Героя Советского Союза присвоено 22 июля 1944 года посмертно.
Похоронен в пгт Бешенковичи Витебской области.

## Награды
Указом Президиума Верховного Совета СССР от 22 июля 1944 года за образцовое выполнение боевых заданий командования на фронте борьбы с немецко-фашистским захватчиками и проявленные при этом мужество и героизм майору Шварцману Моисею Фроимовичу посмертно присвоено звание Героя Советского Союза.
Награждён орденами Ленина, Отечественной войны 2-й степени, медалью.

## Память
В селе Василевка Тывровского района именем Героя названы улица и пионерская дружина, установлен памятный знак.
В посёлке городского типа Бешенковичи Витебской области в честь его названа улица.